# 奧林比亞體育會
奧林比亞體育會（Club Deportivo Olimpia）是洪都拉斯足球會，位於洪都拉斯首都特古西加爾巴，球隊的主運動場是Estadio Tiburcio Carías Andino球場。奧林比亞體育會成立於1921年6月12日，是洪都拉斯最知名的足球隊之一，曾經30次贏得國內聯賽冠軍。1972年及1988年獲得中北美洲及加勒比海聯賽冠軍盃。